# Bösleben-Wüllersleben
Bösleben-Wüllersleben là một đô thị ở huyện Ilm, in Thüringen, Đức. Đô thị này có diện tích 16,1 km², dân số thời điểm 31 tháng 12 năm 2006 là 657 người.